# Октябрьское (Свердловская область)
Октябрьское — село в Режевском городском округе Свердловской области, Россия.

## География
Село Октябрьское муниципального образования «Режевского городского округа» расположено в 26 километрах (по автотрассе в 30 километрах) к западу от города Реж, в долине реки Воронина (левого притока реки Реж). В окрестностях села, в 4,5 километрах к северу, проходит автодорога Реж — Невьянск, в 7 километрах к югу, на правом берегу реки Реж, в 2 километрах ниже устья реки Адуй расположен геоморфологический и ботанический природный памятник — береговая скала Шайтан-Камень.

## История
Первоначальное название села — Шайтанка. В 1750-х годах в селе был развит промысел по добыче самоцветных камней. В 1786 году А. Раздеришин объявил об открытии месторождения переливта вблизи скалы Шайтан-Камень на реки Реж в окрестностях села. Поделочный камень получил название «Шайтанский переливт». В 1810 году местные жители, братья Кузнецовы, нашли красные турмалины. В 1815 году были заложены копи Мора. В конце XIX века в окрестностях добывались сапфиры, рубины и алмазы.
Указом Президиума Верховного Совета РСФСР от 5 февраля 1941 года село Шайтанское Режевского района Свердловской области переименовано в Октябрьское.

## Пророко-Илиинская церковь
В 1864 году была заложена каменная, однопрестольная церковь, которая был освящена во имя пророка в 1865 году. Церковь была закрыта в 1935 году, стоит в полуразрушенном состоянии.

## Население
| 2002 | 2010 | 2021 |
| ---- | ---- | ---- |
| 324  | ↗327 | ↘310 |